# Reserva natural nacional del lago Dalai
La Reserva natural nacional del lago Dalai, que es a la vez Reserva de la biosfera de la Unesco y sitio Ramsar, está ubicada alrededor del lago Hulun, en el nordeste de China, en la región autónoma de Mongolia Interior. El lago Hulun (Хөлөн нуур) es conocido en mongol como lago Dalai (Dalai Nuur o Nor, literalmente lago océano, Далай нуур), de ahí el nombre de la reserva 

## Características
El lago tiene 2339 km², con un área de captación de 33.469 km², pero la reserva natural, el sitio Ramar y la reserva de la biosfera ocupan 7400 km² alrededor del lago, con un núcleo de 758 km², una zona colchón de 385 km² y una zona de transición de 6256 km². Alberga ecosistemas de pastizales y humedales que se consideran de importancia internacional para las aves migratorias en virtud de la Convención de Humedales de Ramsar. Se cree que esta región es uno de los lugares donde se originó la cultura mongola tradicional.

## Población
Las comunidades locales dentro de la reserva incluyen principalmente la Granja Xingkaihu, la Compañía de Acuicultura Xingkaihu y el municipio de Baipaozi. Hay una población total de 32.000 personas, que incluye a los han, los hui, coreanos y manchúes, y los han representan el 95% de la población. La Granja Xingkaihu cubre un área de 139 000 hm² y tiene una población de 12 000 hab. Tiene bajo su jurisdicción 26 equipos agrícolas y ganaderos y 11 empresas industriales, de transporte y comerciales. Su valor de producción agrícola e industrial asciende a unos 130 millones de yuanes y la producción anual de arroz asciende a 800.000 toneladas. La marca de arroz "Xingkaihu" ha sido etiquetada como uno de los productos ecológicos de China. La producción anual de productos acuáticos de la granja alcanza las 200 toneladas. La fábrica de papel de la granja exporta seis productos a 21 países y regiones, incluidos Japón y Canadá. En los últimos años, industrias como el ecoturismo, el turismo de ocio y el turismo agrícola han sido apoyadas y promovidas por el gobierno y las comunidades locales. Se ha desarrollado la construcción de infraestructura para garantizar que el ecoturismo se embarque gradualmente en un camino de desarrollo saludable.

## Flora
El ecosistema estepario típico está dominado por especies como Stipa grandis y Leymus chinensis, sin embargo, esta zona es relativamente frágil debido a la delgada capa de suelo y la baja precipitación (menos de 350 mm por año), los principales problemas se derivan del sobrepastoreo, la sobrepesca y creciente eutrofización de los lagos.

## Fauna
En la Reserva se distribuyen 42 especies de aves protegidas, de las cuales unas 18 especies están incluidas en el mundo de las especies seriamente amenazadas Muchas especies raras están presentes en la reserva de biosfera, por ejemplo, la gacela de Mongolia (Procapra gutturosa) y el pájaro (Otis tarda). Además de abundantes recursos de aves, la reserva también es rica en recursos de peces silvestres. Actualmente hay 30 tipos de peces identificados en la reserva. La Reserva de la Biosfera del Lago Dalai ofrece sitios ideales para investigaciones sobre ecosistemas de humedales y migración de aves, cooperando con Mongolia y Rusia.

## Sitio Ramsar de la Reserva natural nacional del lago Dalai
En 2002 se crea el sitio Ramsar de la Reserva natural nacional del lago Dalai, número 1146, con una extensión de 7400 km² (48°45′N 117°28′E). Se trata de un complejo de lagos, ríos, marismas, arbustos, pastizales y cañaverales típicos de los humedales en estepas áridas, en condiciones casi naturales. Un área de parada en la ruta migratoria de aves playeras de Asia Oriental y Australasia. El sitio es importante para unas 284 especies de aves, En particular Anatidae y especies de aves playeras, y supera los 20.000 individuos y los umbrales del 1% para seis especies. Se admiten unas 30 especies de peces, tanto de tipo siberiano como del noreste de China, y algunas son económicamente importantes. La región del lago Dalai, como la única tierra baja de la meseta de Hulunbeir, tiene una gran importancia para el almacenamiento de inundaciones, la retención de sedimentos y la recarga de aguas subterráneas, y es fundamental para mantener el clima regional. El turismo ofrece observación de aves, paseos en bote y comidas, costumbres y culturas tradicionales de Mongolia, y el área se está convirtiendo en un centro para la educación ambiental y la investigación.La pesca es la actividad principal, lo que representa unas 10.000 toneladas de pescado económico por año, y el pastoreo de ganado en los pastizales circundantes involucra a más de 2 millones de animales Debido a la disminución de las precipitaciones en los últimos años, el suministro de agua ha disminuido y, por lo tanto, se ha reducido el nivel del agua del lago.